# Bruno Walter
Bruno Walter (Berlim, 15 de Setembro de 1876 - Beverly Hills, 17 de Fevereiro de 1962) foi um maestro e compositor alemão. 

## Biografia

### Começo da Vida
Bruno Schelesinger, mais conhecido como Bruno Walte, nasceu em Alexanderplatz em Berlim em uma família judia de classe média. Começou sua educação musical no Conservatório Stern aos oito anos de idade, fazendo sua primeira performance em público como pianista quando tinha nove anos de idade. Apareceu em concerto no Hans von Bülow em 1889 e no Festival de Bayreuth em 1891. Ele fez sua primeira performance como maestro na Ópera de Cologne com Waffernschmied de Lortzing em 1894. Depois disso ele foi trabalhar na Ópera de Hamburgo como diretor do coral. Lá ele conheceu e trabalhou com Gustav Mahler.

### Conduzindo
Em 1896, ele tomou a posição de maestro na casa de ópera de Breslau - Mahler que o indicou para este posto. O diretor da casa de ópera, Theodor Loewe, antes de tudo, pediu para que ele trocasse de nome para tomar a vaga de maestro, pois Schlesinger, que literamente significa Silesiano, "iria lembrar muito da região da Silésia", ou seja, pediu a mudança para que seu nome indicasse menos sua origem judáica. Em 1897 ele virou o maestro de óperas em Pressburg, e em 1898 o mesmo cargo em Riga. Quando Walter retornou para Berlim em 1900 assumiu o posto de Maestro Prussiano Real na Staatsoper Unter den Linden, sucedendo Franz Schalk; seus colegas de lá incluem Richard Strauss e Karl Muck. Em Berlim ele conduziu a estreia mundial de Der Arme Heinrich de Hans Pftzner, que acabou se tornando amigo para a vida toda.
Em 1907 Walter aceitou o convite de Mahler para ser seu assistente na Ópera da Corte de Viena. Onde ele conduziu Aida de Verdi, uma vez quando foi convidado. Nos anos seguintes, a reputação de Walter estava em alta, e ele foi convidado a tocar em muitos países da Europa, como em Praga, em Londres, em Roma, entre outras. Poucos meses depois da morte de Mahler, em 1911, Walter fez a primeira performance de Das Lied von der Erde em Munique e da Sinfonia Nº9 em Viena, no ano seguinte.
Walter se tornou cidadão austríaco em 1911, pois iria se tornar diretor musical em 1913 da Orquestra Bávara Real. Em Janeiro de 1912 ele conduziu o primeiro concerto em Moscou. Durante a Primeira Guerra Mundial ele estava ativo como maestro, executando as estreias de Violanta de Erich Wolfgang Korngold e Der Ring des Polykrates e Palestrina de Pfitzer.
Em Munique Walter se tornou um bom amigo de Eugenio Pacelli (que veio a se tornar o Papa Pio XII).
Com o fim do seu contrato em Munique, em 1922, Walter se mudou para Nova Iorque em 1923, para trabalhar com a Orquestra Sinfônica de Nova Iorque no Carnegie Hall, nos Estados Unidos também conduziu a Orquestra Sinfônica de Detroit, Orquestra Sinfônica de Minnesota e a Orquestra Sinfônica de Boston.

Voltando para a Europa, Walter estava engajado em muitos trabalhos, incluindo Berlim, onde em 1925 ele se tornou diretor musical da Städtische Opera e em 1929 diretor musical em Leipzig. Ele fez sua estreia no La Scala em 1926. Em Londres, Walter foi o maestro chefe das temporadas alemãs no Covent Garden de 1924 até 1931.

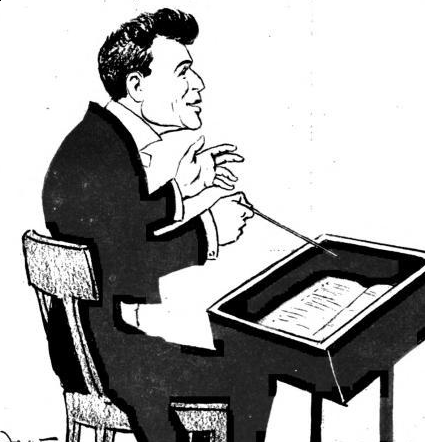

Em 1933, quando os nazistas tomaram o poder, mudou-se para a Áustria, onde continuou trabalhando como maestro, não parando em função da Segunda Guerra Mundial. Lá ele foi maestro da Orquestra Concertgebouw de Amsterdã de 1934 até 1939 e também fez aparições em concertos anuais com a Filarmônica de Nova Iorque, entre 1932 até 1936.
No dia 1 de novembro de 1939 voltou para os Estados Unidos, país que se tornou sua casa permanente. Durante sua estadia nos Estados Unidos, Walter trabalhou com muitas orquestras estadunidenses famosas, incluindo a Orquestra Sinfônica de Chicago, a Filarmônica de Los Angeles, a Orquestra Sinfônica NBC, a Filarmônica de Nova Iorque e a Orquestra da Filadélfia. No fim de sua vida ele fez gravações com a Orquestra Sinfônica Columbia. Sua última aparição em um concerto foi dia 4 de Dezembro de 1960 com a Filarmônica de Los Anges e o pianista Van Cliburn.

### Religião
Bruno Walter foi Judeu por quase toda a vida, mas perto de sua morte ele se converteu ao Catolicismo.

### Morte

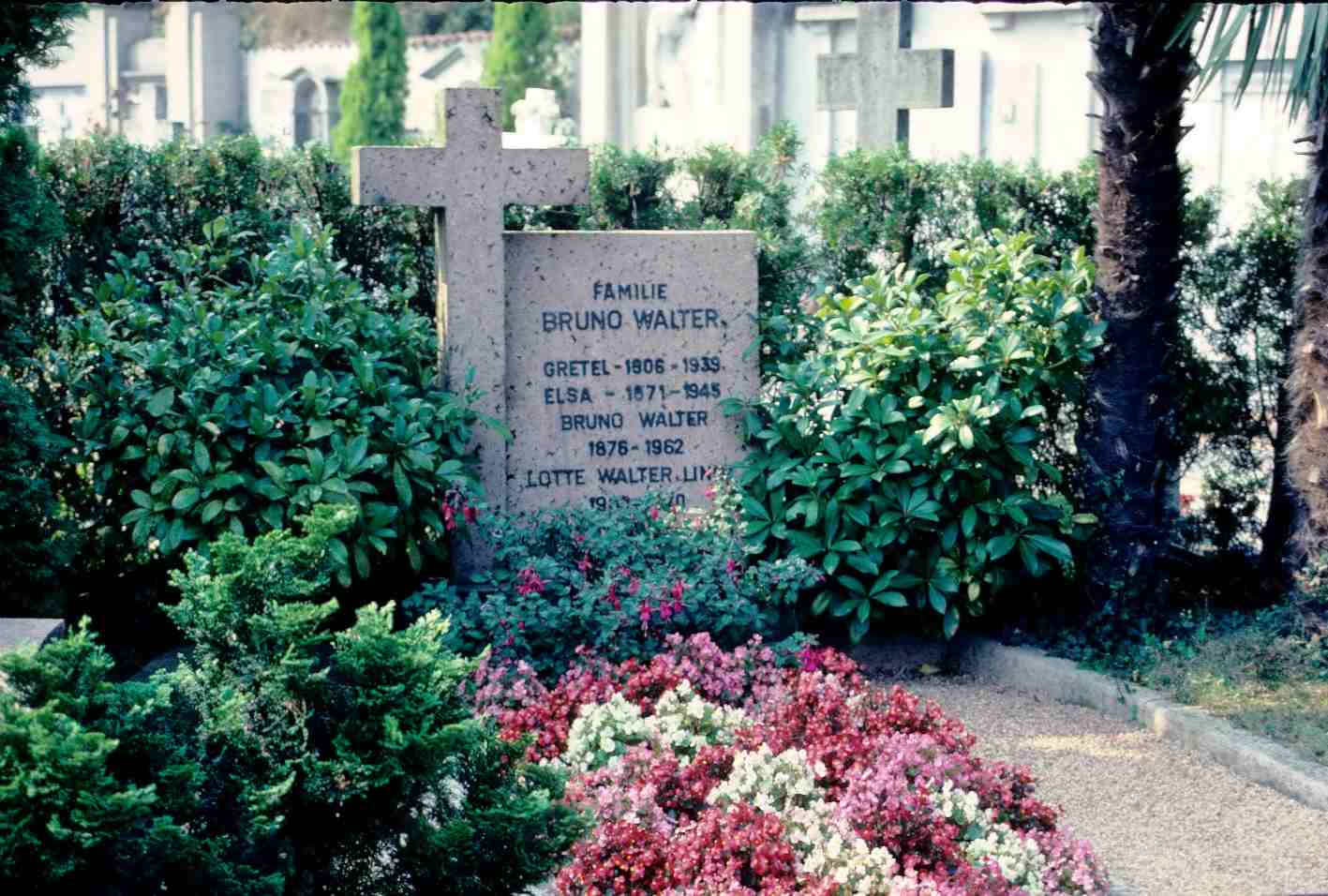
O túmulo da família em 1998.

Bruno Walter morreu de ataque do coração na sua casa em Beverly Hills, em 1962.  Ele encontrou seu local de descanso final no cemitério de Gentilino, perto de Lugano, no cantão de Ticino, Suíça, no mesmo túmulo onde sua esposa Elsa, nascida Korneck (1871– 1945), que era sopranista, e sua filha Marguerite "Gretel" (1906–1939) já haviam sido enterradas. A filha deles, Lotte (1903–1970), também foi enterrada lá.

## Composições
- Sinfonia Nº1
- Sinfonia Nº2
- Sinfonia Fantasia
- Quarteto de Cordas
- Quinteto com Piano
- Sonata para Violino e Piano
- Músicas
- Trabalho de Coral

## Gravações
- 1935: Richard Wagner, Die Walküre (Act I), with the Vienna Philharmonic Orchestra, feat. soloists Lotte Lehmann, Lauritz Melchior, Emanuel List, et al. (EMI Great Recordings of the Century, Naxos Historical)
- 1938: Gustav Mahler, Symphony No. 9, with the Vienna Philharmonic Orchestra. (Dutton, EMI Great Artists of the Century, Naxos Historical)
- 1941: Ludwig van Beethoven, Fidelio, with the Metropolitan Opera, feat. soloists Kirsten Flagstad, Alexander Kipnis, Herbert Janssen, et al. (Naxos Historical)
- 1952: Gustav Mahler, Das Lied von der Erde, with the Vienna Philharmonic Orchestra, feat. soloists Kathleen Ferrier and Julius Patzak. (Decca Legends)
- 1956: The Birth of a Performance: Walter's rehearsals and finished performance of Mozart's "Linz" Symphony, with the Columbia Symphony Orchestra. A then-rare instance of rehearsals of a performance being issued on a commercial recording. (Sony Masterworks)
- 1958–1961: Ludwig van Beethoven, Symphony No. 4 and Symphony No. 6, with the Columbia Symphony Orchestra. (Sony Bruno Walter Edition)
- 1960: Johannes Brahms, Symphony No. 2 and Symphony No. 3, with the Columbia Symphony Orchestra. (Sony Bruno Walter Edition)